# Lock-out
Een lock-out of uitsluiting is een situatie waarbij een werkgever de werknemers verhindert of verbiedt om te werken of de werkvloer te betreden. Dit in tegenstelling tot een staking, waarbij de werknemers het werk neerleggen. Bij een lock-out betaalt de werkgever doorgaans geen lonen. De werkgever kan een lock-out gebruiken om druk te zetten tijdens collectieve loonsonderhandelingen, syndicalisatiecampagnes of andere arbeidsconflicten. Als bijvoorbeeld een vakbond om hogere lonen vraagt, dan kan de werkgever de dreiging van een lock-out of een daadwerkelijke lock-out gebruiken om de vakbond ervan te overtuigen zijn eisen te verlagen.

## Voorbeelden

### Australië
Op 8 april 1998 plande het stuwadoorsbedrijf Patrick Corporation een reorganisatie. Het ontsloeg al zijn werknemers en voerde een lock-out uit op werven over heel Australië.
Op 29 oktober 2011 kondigde Qantas Airways een lock-out af over al zijn binnenlandse werknemers, in een lang voortslepend arbeidsconflict. Hierdoor werden alle vluchten geannuleerd, en de gehele vloot stond enkele dagen aan de grond.

### België
Op 12 juni 2012 had de directie van verpakkingsbedrijf Crown Cork in Deurne het bedrijfsterrein afgesloten met een kettingslot. Enkele maanden eerder werd bekend dat de fabriek met 332 werknemers in juni dat jaar zou sluiten, en op 12 juni zouden de vakbonden met de directie om tafel zitten om over een sociaal plan te spreken. De vakbonden hebben een gerechtsdeurwaarder laten komen die de lock-out heeft vastgesteld en de ketting heeft doorgeknipt.

### Ierland
De Lock-out van Dublin (Frithdhúnadh Mór Bhaile-Átha-Cliath) was een groot arbeidsconflict tussen ongeveer 20.000 werknemers en 300 werkgevers in Dublin, de hoofdstad van Ierland. Het conflict duurde van 26 augustus 1913 tot 18 januari 1914, en wordt vaak gezien als het grootste en ernstigste arbeidsconflict in de geschiedenis van Ierland. Centraal punt in het conflict was het recht van de werknemers zich te verenigen in vakbonden.

### Verenigde Staten
In de Verenigde Staten mag volgens federaal arbeidsrecht een werkgever slechts tijdelijk personeel inhuren tijdens een lock-out, terwijl tijdens een staking nieuw vast personeel ingehuurd mag worden. Werknemers die slachtoffer zijn van een lock-out kunnen in veel staten ook een werkloosheidsuitkering krijgen, iets wat niet kan tijdens een staking. Om deze redenen zijn veel Amerikaanse werkgevers niet happig om lock-outs op te leggen, en proberen ze in plaats daarvan een staking te provoceren. Omdat vakbonden steeds meer tot langzaam-aan-acties in plaats van stakingen aanzetten, worden er steeds meer lock-outs toegepast.
Recente voorbeelden die brede bekendheid kregen kwamen voor in de professionele sportwereld, zoals de lock-outs van de National Basketball Association in 1995, 1998-99, en 2011, de lock-outs van de National Hockey League in 1994-95, 2004-05, en 2012, en de lock-out van de National Football League in 2011. De NHL werd in 2005 de eerste grote professionele sportbond in Noord-Amerika die een volledig seizoen afgelastte door een lock-out. Het MLB Seizoen 2022 werd tevens ook vertraagt door een lock-out.

## Lock-in
De term lock-in slaat op de praktijk waarbij het werknemers fysiek onmogelijk gemaakt wordt de arbeidsplaats te verlaten. Dit is in de meeste jurisdicties illegaal, maar komt af en toe voor, voornamelijk in ontwikkelingslanden. Het gaat in feite om een vorm van gijzeling.
Recent komen ook lock-ins voor waarbij werknemers het management verhinderen het bedrijf te verlaten, zogeheten bossnapping. In maart 2009 werd de nationale manager van 3M Frankrijk 24 uur in zijn kantoor opgesloten door werknemers in een conflict over overtollig personeel.
De maand erop sloten werknemers van een callcenter van Synovate in Auckland de voordeuren van een kantoor af als antwoord op een lock-in van het management.
Zulke praktijken hebben enige overeenkomst met de gherao in India.